# Masanori Takeishi
| Asteroidi scoperti: 13 | Asteroidi scoperti: 13 | Asteroidi scoperti: 13 |
| ---------------------- | ---------------------- | ---------------------- |
| 4703 Kagoshima         | 16 gennaio 1988        | [1]                    |
| 5139 Rumoi             | 13 novembre 1990       | [1]                    |
| 5286 Haruomukai        | 4 novembre 1989        | [1]                    |
| 5468 Hamatonbetsu      | 16 gennaio 1988        | [1]                    |
| 5640 Yoshino           | 21 ottobre 1989        | [1]                    |
| 5960 Wakkanai          | 21 ottobre 1989        | [1]                    |
| 8866 Tanegashima       | 26 gennaio 1992        | [1]                    |
| 9368 Esashi            | 26 gennaio 1993        | [1]                    |
| 10516 Sakurajima       | 1º novembre 1989       | [1]                    |
| 11064 Dogen            | 30 novembre 1991       | [1]                    |
| 14446 Kinkowan         | 31 ottobre 1992        | [1]                    |
| 15790 Keizan           | 8 ottobre 1993         | [1]                    |
| 48498 Murahashi        | 30 gennaio 1993        | [1]                    |
| - [1] con Masaru Mukai |                        |                        |

Masanori Takeishi  (武石正憲?, Takeishi Masanori) (Hamatonbetsu, 1950) è un astronomo giapponese.
Takeishi è lo scopritore di alcuni asteroidi. In suo onore l'asteroide 1993 BF è stato chiamato 7776 Takeishi.